# Juvénal Gandibleux
Juvénal Henri Gandibleux (Quaregnon, 1er mars 1900 - Bruxelles, 14 janvier 1969) est un homme politique et syndicaliste wallon, membre du Parti communiste de Belgique.
Juvénal Gandibleux rejoint le Parti communiste de Belgique (PCB) en 1926. Secrétaire de la Centrale révolutionnaire des Mineurs pour la région du Borinage, il prend part au congrès de l’Internationale Syndicale Rouge ou Profintern en 1930.
Juvénal Gandibleux joue un rôle de premier plan dans la grève des mineurs borains durant l’été 1932. Des grèves violentes se déclenchèrent dans les bassins miniers et la métallurgie contre la réduction systématique des salaires. Durant près de deux mois jusqu'au début du mois de septembre, le mouvement mobilisa 200 000 à 240 000 grévistes qui, malgré le freinage syndical et une répression extrêmement brutale, atteignit au moins partiellement son objectif en obtenant « une stabilisation temporaire des salaires ».
Ces grèves constituent la trame du film de Joris Ivens et Henri Storck : « misère au borinage », film où Juvénal Gandibleux apparait à de nombreuses reprises.
Secrétaire de la fédération du Borinage du PCB, Il devient membre du comité central, puis du bureau politique et est élu député en mai 1936 pour l’arrondissement de Mons-Borinage. Son nom est évoqué en juillet 1936 comme successeur de Joseph Jacquemotte soudainement décédé, mais Moscou et le Bureau politique considèrent qu’il ne possédait qu’une faible formation politique et idéologique. Juvénal Gandibleux sera d’ailleurs exclu du parti en 1937, il conserve son mandat de parlementaire jusqu’aux élections de 1939 où il disparait des listes du Parti communiste.
Autorisé à réadhérer au PCB à la Libération, il ne jouera plus aucun rôle de premier plan et militera essentiellement au sein de la fédération du Borinage.
Juvénal Gandibleux termine sa vie comme concierge de l’immeuble qui abrite le siège central du Parti, avenue de Stalingrad, à Bruxelles.
Juvénal Gandibleux est parfois évoqué dans certains articles sous le nom d'Henri Gandibleu.